# Jack and Old Mac
Jack and Old Mac è un cortometraggio animato del 1956 diretto da Bill Justice. Prodotto dalla Walt Disney Productions, è uscito negli Stati Uniti il 18 luglio 1956, distribuito dalla Buena Vista Distribution.